# ELISA (歌手)
ELISA（エリサ、1989年4月14日 - ）は、日本の女性歌手。神奈川県出身。SACRA MUSIC所属。

## 経歴
父はチェロ演奏者、親戚はオペラ歌手としてドイツで活動している。
クラシック音楽を好んで聴き、幼少期に絶対音感スクールに通い、ソルフェージュ（楽典、聴音、採譜）を習う。
3歳の頃、兄が演奏していたフルートの影響でピアノを習い始める。中学では吹奏楽部（部長）でアルト・サックスを担当。部活動と並行してNHK全国学校音楽コンクールのメンバーに選出され、ソプラノのリーダーとして抜擢。2004年の第71回NHK全国学校音楽コンクールでは、全国大会銅賞を受賞している。「歌う楽しさを教えてくれた原点」とインタビューで度々明かしている。
2007年8月、「エリートモデルルック2007」のオーディションに出場。約3000人の応募者の中から、ファイナリスト10人の1人に選出される。最終審査時「いつからモデルになりたいと思ったのですか?」という質問に対し「モデルではなくて歌手になりたいんです。」と胸の内を明かした。驚いている関係者を前に、ポップスとオペラの2曲を披露したところ、同席していた音楽関係者の目に留まり、スカウトされる。数か月後にメジャー・デビューが決まり、ELISAとして歌手活動が始まることとなった。
2007年10月、「ELISA」名義でジェネオンから1stシングル「euphoric field」でメジャー・デビュー。
2008年8月、国内最大アニメ音楽イベント「Animelo Summer Live」に出演。以後、4年連続で出演。11月発売の3rdシングル「ebullient future」はオリコンチャートで17位を獲得。2009年1月に1stアルバム「white pulsation」をリリース。
その後も『ハヤテのごとく!!』のOPテーマや『とある科学の超電磁砲』のEDテーマ、『魔法科高校の劣等生』のEDテーマなど、人気アニメ作品のテーマソングを担当。
2010年11月、『神のみぞ知るセカイ』のOPテーマ「God only knows〜集積回路の夢旅人」でオリコンチャート10位を獲得。
2011年9月18日、体調不良で活動休止を発表。
2013年、歌手活動を再開すると同時にSME Recordsへ移籍。テレビアニメ『革命機ヴァルヴレイヴ』のEDテーマ「そばにいるよ」では作詞も手掛ける。また国外で行われるアニメ音楽イベントにも精力的に参加してライブを行う。
2018年、SACRA MUSICへ移籍。
2020年9月24日、同年9月30日で所属事務所との契約終了。後、フリーへ転身。
2021年11月22日、ミセスコンテスト「ミセスSDGsジャパン」にて特別審査員デヴィ・スカルノより、デヴィ夫人賞を受賞した。

## ディスコグラフィ

### シングル
|            | 発売日         | タイトル                                | 規格品番    | 規格品番    | 規格品番    |
| 初回限定盤 | 発売日         | タイトル                                | 通常盤      | 期間限定盤  |             |
| ---------- | -------------- | --------------------------------------- | ----------- | ----------- | ----------- |
| 1          | 2007年10月24日 | euphoric field                          |             | GNCA-0073   |             |
| 2          | 2008年5月21日  | HIKARI                                  | GNCA-0090   |             |             |
| ※          | 2008年9月26日  | 悠久の翼 07.mix/euphoric field live.mix | GNCA-0120   |             |             |
| 3          | 2008年11月5日  | ebullient future                        | GNCA-0122   |             |             |
| 4          | 2009年5月20日  | Wonder Wind                             | GNCA-0133   | GNCA-0134   |             |
| 5          | 2009年11月4日  | Dear My Friend -まだ見ぬ未来へ-         | GNCA-0149   | GNCA-0150   |             |
| 6          | 2010年2月24日  | Real Force                              |             | GNCA-0153   |             |
| 7          | 2010年10月27日 | Special "ONE"                           | GNCA-0159   |             |             |
| 8          | 2011年8月31日  | Invisible Message                       | GNCA-0189   | GNCA-0190   |             |
| 9          | 2011年11月9日  | SCARLET WINGS                           |             | GNCA-0160   |             |
| 10         | 2013年6月19日  | そばにいるよ                            | SECL-1324/5 | SECL-1326   | SECL-1327   |
| 11         | 2013年10月23日 | REALISM                                 | SECL-1400/1 | SECL-1402   | SECL-1403/4 |
| 12         | 2014年4月30日  | ミレナリオ                              | SECL-1495/6 | SECL-1497   | SECL-1498/9 |
| 13         | 2014年11月12日 | EONIAN -イオニアン-                     |             | SECL-1608   | SECL-1606/7 |
| 14         | 2016年8月31日  | Rain or Shine                           | SECL-1982   | SECL-1980/1 |             |
| 15         | 2018年5月2日   | WISH                                    | VVCL-1208/9 | VVCL-1210   | VVCL-1211/2 |
| EP         | 2020年8月26日  | 光の星 EP                               | VVCL-1716/7 | VVCL-1718   | VVCL-1719   |

### アルバム

#### オリジナル・アルバム
|            | 発売日         | タイトル          | 規格品番                        | 規格品番  |
| 初回限定盤 | 発売日         | タイトル          | 通常盤                          |           |
| ---------- | -------------- | ----------------- | ------------------------------- | --------- |
| 1          | 2009年1月21日  | white pulsation   | GNCA-1198                       | GNCA-1199 |
| 2          | 2010年1月20日  | Rouge Adolescence | GNCA-1238                       | GNCA-1239 |
| 3          | 2011年2月16日  | Lasei             | GNCA-1277                       | GNCA-1278 |
| 4          | 2014年6月25日  | AS LIFE           | SECL-1523/4 (A) SECL-1525/6 (B) | SECL-1527 |
| 5          | 2016年11月30日 | GENETICA          | SECL-2103/4                     | SECL-2105 |

#### その他のアルバム
|            | 発売日        | タイトル                                    | 規格品番                               | 規格品番  |
| 初回限定盤 | 発売日        | タイトル                                    | 通常盤                                 |           |
| ---------- | ------------- | ------------------------------------------- | -------------------------------------- | --------- |
| 1stベスト  | 2012年6月20日 | Rainbow pulsation 〜 THE BEST OF ELISA 〜   | GNCA-1332                              | GNCA-1333 |
| カバー     | 2016年3月23日 | ANICHRO                                     | SECL1865/6 (CD+BD) SECL1867/8 (CD+DVD) | SECL-1869 |
| 2ndベスト  | 2018年8月29日 | DIAMOND MEMORIES 〜All Time Best of ELISA〜 | VVCL-1283/4                            | VVCL-1285 |

### タイアップ曲
| 楽曲                            | タイアップ                                                               | 時期   |
| ------------------------------- | ------------------------------------------------------------------------ | ------ |
| euphoric field                  | テレビアニメ『ef - a tale of memories.』オープニングテーマ               | 2007年 |
| HIKARI                          | テレビアニメ『隠の王』エンディングテーマ                                 | 2008年 |
| ebullient future                | テレビアニメ『ef - a tale of melodies.』オープニングテーマ               | 2008年 |
| Wonder Wind                     | テレビアニメ『ハヤテのごとく!!』オープニングテーマ                       | 2009年 |
| Dear My Friend -まだ見ぬ未来へ- | テレビアニメ『とある科学の超電磁砲』エンディングテーマ                   | 2009年 |
| SMILE -You&Me-                  | テレビアニメ『とある科学の超電磁砲』エンディングテーマ                   | 2009年 |
| Real Force                      | テレビアニメ『とある科学の超電磁砲』エンディングテーマ                   | 2010年 |
| Special "ONE"                   | OVA『とある科学の超電磁砲』エンディングテーマ                            | 2010年 |
| Invisible Message               | アニメ映画『劇場版 ハヤテのごとく! HEAVEN IS A PLACE ON EARTH』挿入歌    | 2011年 |
| SCARLET WINGS                   | Xbox 360用ソフト『迷宮クロスブラッド リローデッド』オープニングテーマ    | 2011年 |
| そばにいるよ                    | テレビアニメ『革命機ヴァルヴレイヴ』2ndエンディングテーマ                | 2013年 |
| REALISM                         | テレビアニメ『革命機ヴァルヴレイヴ』3rdエンディングテーマ                | 2013年 |
| ミレナリオ                      | テレビアニメ『魔法科高校の劣等生』エンディングテーマ                     | 2014年 |
| LIFE                            | テレビ東京『アニメマシテ』6月度エンディングテーマ                        | 2014年 |
| EONIAN -イオニアン-             | アニメ映画『楽園追放 -Expelled from Paradise-』主題歌                    | 2014年 |
| Rain or Shine                   | テレビアニメ『91Days』エンディングテーマ                                 | 2016年 |
| ex:tella                        | PlayStation 4・PlayStation Vita用ソフト『Fate/EXTELLA』主題歌            | 2016年 |
| WISH                            | テレビアニメ『銀河英雄伝説 Die Neue These 邂逅』エンディングテーマ       | 2018年 |
| Searching for the light         | 舞台『銀河英雄伝説』第二章 自由惑星同盟編テーマソング                    | 2018年 |
| 千戸棠                          | PS VR『ダンシングビューティー』蘇憶冷イメージソング                      | 2018年 |
| 光の星                          | テレビアニメ『銀河英雄伝説 Die Neue These』NHK Eテレ版エンディングテーマ | 2020年 |

### 参加作品
- Yells 〜It's a beautiful life〜（2008年7月23日）
  - 「Yells 〜It's a beautiful life〜」（ボーカル参加） - 『Animelo Summer Live 2008 -Challenge-』テーマソング
- RE:BRIDGE〜Return to oneself〜（2009年6月24日）
  - 「RE:BRIDGE〜Return to oneself〜」（ボーカル参加） - 『Animelo Summer Live 2009 -RE:BRIDGE-』テーマソング
- God only knows〜集積回路の夢旅人（2010年11月3日）
  - 「God only knows」（ボーカル参加） - テレビアニメ『神のみぞ知るセカイ』オープニングテーマ
  - 「集積回路の夢旅人」（コーラス参加）
- A Whole New World God Only Knows（2011年5月18日）
  - 「A Whole New World God Only Knows」（Liaと共にボーカル参加） - テレビアニメ『神のみぞ知るセカイII』オープニングテーマ
  - 「A Brand New World God Only Knows」（Liaと共にボーカル参加）

## ライブ・イベント

### 日本国内
- 2009年
  - 3月28日 「ELISA 1st Live 2009 feel the pulsation」 ＠原宿アストロホール
  - 11月22日 ELISA 2nd LIVE「歌って！ELISA先生。〜EBISUでデきるモン！〜」 ＠LIQUIDROOM
- 2010年
  - 4月29日 ELISA 3rd LIVE“Rouge Adolescence” ＠Shibuya O-EAST
  - 7月18日 ELISA Acoustic Live 2010 ＠原宿アストロホール
  - 12月13日 ELISA Acoustic Live 2010 〜エリサンタのX'mas〜 ＠shibuya duo
- 2011年
  - ELISA LIVE TOUR 2011 〜Birth of my Lasei〜
    - 4月9日 愛知 ell.FITS ALL
    - 4月10日 大阪 MUSE
    - 4月16日 東京 Shibuya O-EAST
- 2013年
  - 9月8日 「E’tone♪」Vol.1 〜アコースティックSTAGE〜
  - 9月23日「リスアニ！CIRCUIT Vol.04」
  - 9月29日 「『革命機ヴァルヴレイヴ』スペシャルイベント」
- 2014年
  - 「E’tone♪」Vol.2 〜アコースティックSTAGE〜
    - 1月11日 東京 原宿クエストホール
    - 1月13日 大阪 MUSE

  - 4月26日 「超音楽祭2014 〜超会議3〜」
  - 5月4日 「マチ★アソビ vol.12」
  - ELISA LIVE TOUR 2014“AS LIFE”
    - 7月21日 横浜 yokohama 7th AVENUE
    - 7月26日 大阪 LIVE SQUARE 2nd LINE
    - 7月27日 名古屋 ell.FITS ALL
    - 8月3日　東京 東京キネマ倶楽部

  - 9月13日・14日 「きたまえ↑札幌☆マンガ・アニメフェスティバル2014」
- 2015年
  - 「ELISA BIRTHDAY PARTY414」
    - 4月14日 六本木クラップス

  - 「ANI-CUBE 002」
    - 7月20日 東京　草月ホール

  - 「E’tone♪」Vol.3 〜covers〜
    - 9月26日 sihbuya PLUG

  - 「玉置成実presents MUSIC HOLIC-ANIME HALLOWEEN-」
    - 10月30日 東京キネマ倶楽部

  - 「ELISA Christmas Party 2015」
    - 12月21日 六本木クラップス
- 2016年
  - 「リスアニ!ナイト Vol.06」
    - 2月26日 新宿LOFT

  - 「Live Event 〜お元気ですか、ELISAです。〜」
    - 3月4日 Live House 栄 R.A.D
    - 3月5日 ヒルズパン工場
    - 3月12日 赤坂GRAFFITI

  - 「ELISA BIRTHDAY PARTY 414 "2nd"」
    - 4月14日 六本木クラップス

  - 「ELISA Live 2016 "ANICHRO"」
    - 6月25日 代官山LOOP

  - 「ナゴヤアニソンフェス2016」
    - 8月7日 名古屋城二之丸広場 特設ステージ
- 2017年
  - 「ELISA LIVE 2017 GENETICA」
    - 1月8日 大阪府・梅田シャングリラ
    - 1月15日 東京都・代官山UNIT

  - 91Daysスペシャルイベント
    - 2月26日 神奈川県・海老名市文化会館 大ホール

  - ちばアニメフェスティバル2017〜ちばアニ伝説 今始動！〜 
    - 3月20日 千葉県・千葉市民会館 大ホール

  - SME MUSIC THEATER 2017
    - 5月27日・28日 埼玉県・さいたまスーパーアリーナ

  - Fate/Grand Order フェス 2017 〜2nd Anniversary〜「Fate/EXTRA」ステージ in FGO Fes.2017
    - 7月29日 千葉県・幕張メッセ
- 2018年
  - DENGEKI 25th Anniversary DENGEKI MUSIC LIVE!! 2018
    - 1月8日 千葉県・幕張メッセ

  - ELISA Birthday Live 2018
    - 4月15日 東京都・渋谷WWW X

  - 「銀河英雄伝説 Die Neue Theseイベント」-黎明篇- 1部、2部
    - 7月15日 埼玉・大宮ソニックシティ 大ホール
- 2019年
  - ELISA Birthday Special Live 2019
    - 4月14日 東京都・eplus LIVING ROOM

  - ニトロプラス20周年記念ライブ「NITRO SUPER SONIC 20th ANNIVERSARY」
    - 9月3日 東京都・TOKYO DOME CITY HALL

  - ELISA CHAPEL LIVE 2019 〜 やったー旅行だ☆チャペルでライヴだよ！ 〜
    - 11月16日 千葉県南房総市 Hotel & Resorts MINAMIBOSO

### 海外
- 2011年
  - 2月20日 Hong Kong Live 〜Effulgence〜（香港）
- 2013年
  - 11月10日 Anime Festival Asia 2013（シンガポール）
- 2014年
  - 4月18日 サクラコン 2014（アメリカ・シアトル）
- 2015年
  - 3月29日 Animax Carnival Malaysia 2015（マレーシア）
  - 6月12日 AnimeNEXT（アメリカ）
  - 7月3日 - 5日 ACT-expo 2015（マカオ）
  - 7月27日 Heartbeat ACG-Pop（香港）
  - 11月7日 ASCOT上海（上海）
  - 11月29日 Xpax Fantasy Fest 2015（マレーシア・クアラルンプール）
- 2016年
  - 9月16日 AFAID 2016 – Anime Festival Indonesia 2016 (インドネシア）
  - 10月15日 Animax Carnival Philippines 2016（フィリピン）
- 2017年
  - 3月10日 Anisong Fantasy Live 2017（香港）
  - 3月18日 Anisong Fantasy Live 2017（シンガポール）
  - 10月1日 Cosplay Mania 2017（フィリピン）
  - 10月9日 AGM UNI-CON 独角獣音楽会（中国・成都）※イベント中止
  - 12月31日 世界樹音楽祭（中国、深圳）
- 2018年
  - 3月2日 - 4日 Kawaii Kon（アメリカ、ハワイ）
  - 7月21日 BILIBILI MACRO LINK - STAR PHASE × ANISONG WORLD MATSURI 2018（中国、上海）
  - 9月22日 Anime Weekend Atlanta（アメリカ、アトランタ）
  - 10月20日 ELISA 1st LIVE in TAIWAN 〜10th ANNIVERSARY〜（台湾、台北）
- 2019年
  - 3月24日 MacPherson Stadium Festival presents ROCK ON JAPAN 2019（香港）
  - 4月5日 ‐7日 Kawaii Kon 2019（アメリカ、ハワイ）
  - 8月17日 BILIBILI WORLD 2019（中国、広州）